# Droga wojewódzka 661
Die Droga wojewódzka 661 (DW 661) ist eine polnische Woiwodschaftsstraße, die im Osten der Woiwodschaft Ermland-Masuren in Nord-Süd-Richtung in direkter Nähe der Grenze zur Woiwodschaft Podlachien verläuft. Auf einer Länge von 14 Kilometern verbindet sie die Landgemeinde Wieliczki (deutsch Wielitzken, 1938 bis 1945 Wallenrode) im Powiat Olecki (Kreis Oletzko, 1933 bis 1945 Kreis Treuburg) mit der Landgemeinde Kalinowo (Kallinowen, 1938 bis 1945 Dreimühlen) im Powiat Ełcki (Kreis Lyck). Außerdem ist sie Bindeglied zwischen der Woiwodschaftsstraße DW 655 und der Landesstraße DK 16.

## Straßenverlauf der DW 661
Woiwodschaft Ermland-Masuren
Powiat Olecki:

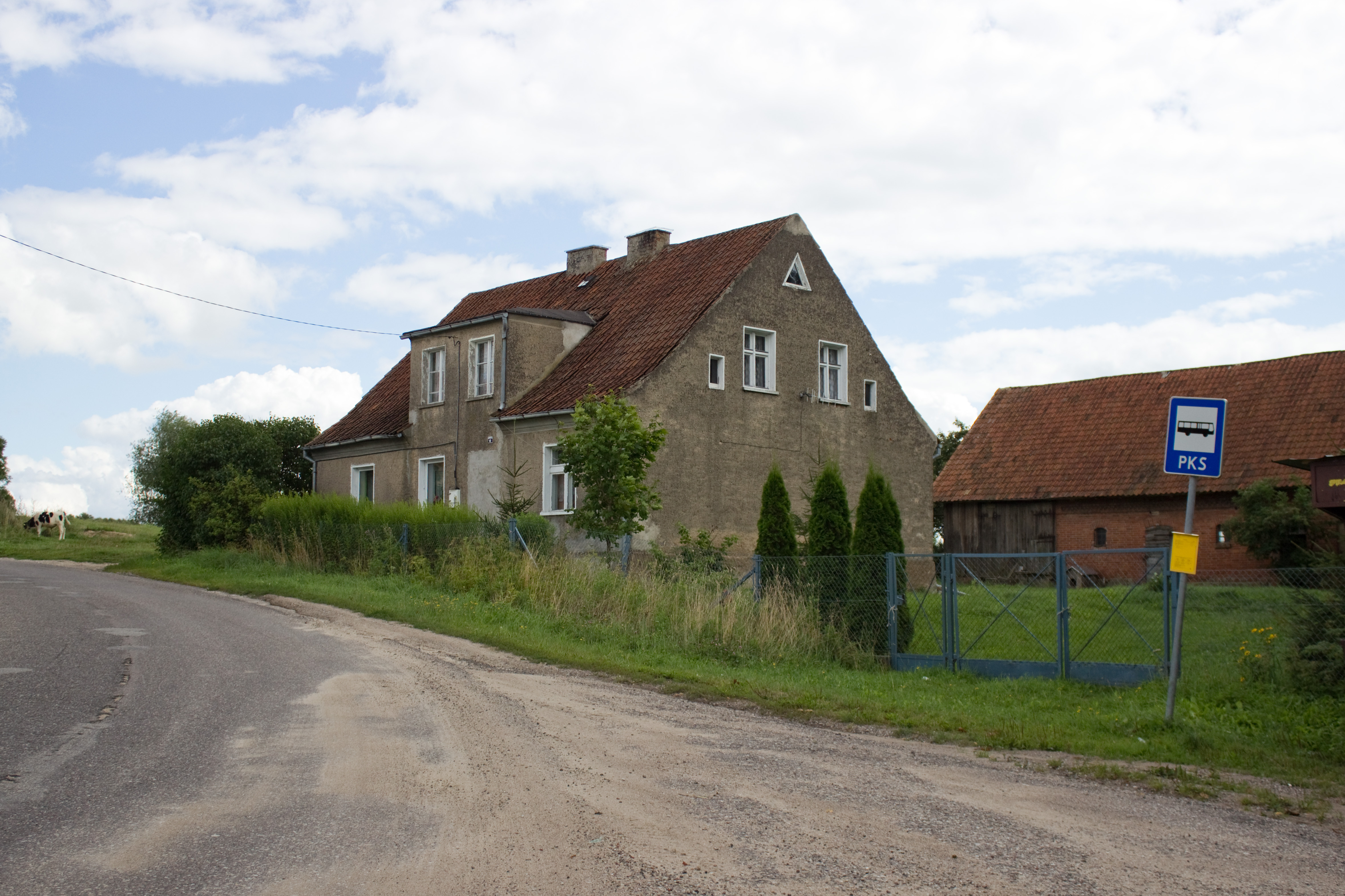
Bushaltestelle an der DW 661 in Wierzbowo

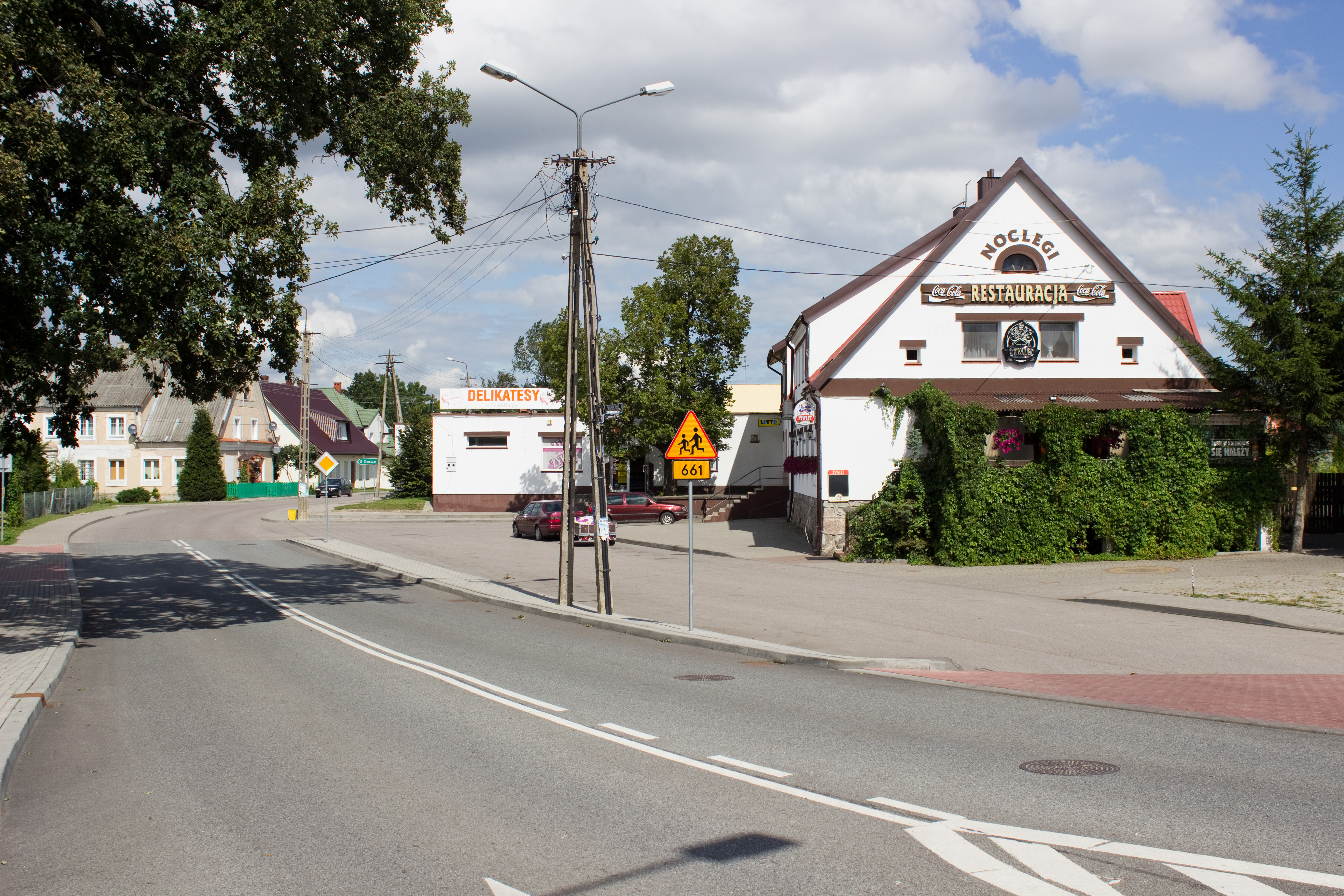
Die DW 661 in Kalinowo kurz vor der Einmündung in die DK 16

- Cimochy (Groß Czymochen/Reuß) (→ DW 655)

Powiat Ełcki:
- Wierzbowo (Wiersbowen/Waldwerder)
- Zanie (Sanien/Berndhöfen)
- Milewo (Millewen/Millau)
- Maże (Maaschen/Maschen)
- Kalinowo (Kallinowen/Dreimühlen) (→ DK 16)